# جرناس والخرسا (مسلسل)
جرناس والخرسا مسلسل بدوي إنتاج الأردن عدد حلقاته 26 حلقة.

## الممثلين
- نجلاء عبدالله
- عبير شمس الدين
- روحي الصفدي
- حابس العبادي
- عبدالكريم قواسمي
- سهير فهد
- هيام حسين
- حسن درويش
- عبدالكامل الخلاينه
- تحسين خوالده
- محمود أبوغريب
- داود عفيشات
- أيمن ناصر الدين
- خليل شحاده
- إبراهيم القواسمه
- خالد أبو ربيع
- يوسف الفقرا
- أسيمة مرجان
- سوار حمدان
- عبدالمجيد أبو طالب
- نسرين
- هبة محمد
- هيا محمد

## طاقم العمل
- مازن عجاوي المخرج
- شريف منصور مدير التصوير
- علاء الرمحي تصوير
- أحمد يونس تصوير
- أحمد شهابات الصوت
- خالد الطريفي فني
- فادي الرمحي فتي
- مهنا براهمه فني
- جابر سلامه الخدمات الإنتاجية
- محمد أبو ربيع الخدمات الإنتاجية
- يوسف أبو ربيع الخدمات الإنتاجية
- عمر الفقرا الخدمات الإنتاجية
- نجاح الخالدي مكياج
- ادوارد دعيذس كوافير
- عبدالله الشوبكي موسيقى وغناء والحان
- محمد عصفور التوزيع الموسيقي
- ياسر أبو الحمص مونتاج ومكساج
- إنتاج وتوزيع ملك الفيديو الإمارات العربية المتحدة
- الاشراف العام مؤسسة القمه الأردن - عمان
- ايمن ناصر الدين مساعد المخرج